# Mike Walsh
Michael "Mike" Walsh, född 3 april 1962, är en amerikansk före detta professionell ishockeyforward som tillbringade två säsonger i den nordamerikanska ishockeyligan National Hockey League (NHL), där han spelade för New York Islanders. Han producerade två poäng (två mål och noll assists) samt drog på sig fyra utvisningsminuter på 14 grundspelsmatcher. Walsh spelade också för SG Cortina i Serie A; Springfield Indians, Maine Mariners och Providence Bruins i American Hockey League (AHL); Malmö IF i Division I och Division II samt Colgate Raiders i National Collegiate Athletic Association (NCAA).
Walsh blev aldrig NHL-draftad.
Efter spelarkarriären har han arbetat som lärare i vetenskap, teknologi och digital konst vid privatskolan Proctor Academy i Andover i New Hampshire. Walsh är också ishockeytränare för deras ishockeylag för manliga studenter sedan 2012.
Han är far till Reilly Walsh, som spelar själv i NHL.

## Statistik
| 1980–1981   | Colgate Raiders     | NCAA        | 35  | 10  | 15  | 25  | 62  | — | — | — | —  | —  |
| 1981–1982   | Colgate Raiders     | NCAA        | 26  | 2   | 7   | 9   | 42  | — | — | — | —  | —  |
| 1982–1983   | Colgate Raiders     | NCAA        | 24  | 9   | 14  | 23  | 50  | — | — | — | —  | —  |
| 1983–1984   | Colgate Raiders     | NCAA        | 35  | 16  | 17  | 33  | 94  | — | — | — | —  | —  |
| 1984–1985   | Malmö IF            | Division II | 33  | 41  | 23  | 64  | —   | — | — | — | —  | —  |
| 1985–1986   | Malmö IF            | Division I  | 31  | 44  | 24  | 68  | 18  | — | — | — | —  | —  |
|             | Springfield Indians | AHL         | 2   | 1   | 0   | 1   | 0   | — | — | — | —  | —  |
| 1986–1987   | Springfield Indians | AHL         | 67  | 20  | 26  | 46  | 32  | — | — | — | —  | —  |
| 1987–1988   | New York Islanders  | NHL         | 1   | 0   | 0   | 0   | 0   | — | — | — | —  | —  |
|             | Springfield Indians | AHL         | 77  | 27  | 23  | 50  | 48  | — | — | — | —  | —  |
| 1988–1989   | New York Islanders  | NHL         | 13  | 2   | 0   | 2   | 4   | — | — | — | —  | —  |
|             | Springfield Indians | AHL         | 68  | 31  | 34  | 65  | 73  | — | — | — | —  | —  |
| 1989–1990   | Springfield Indians | AHL         | 69  | 34  | 20  | 54  | 43  | 8 | 2 | 2 | 4  | 10 |
| 1990–1991   | SG Cortina          | Serie A     | 36  | 15  | 21  | 36  | 49  | 6 | 7 | 4 | 11 | 19 |
| 1991–1992   | Maine Mariners      | AHL         | 76  | 27  | 24  | 51  | 42  | — | — | — | —  | —  |
| 1992–1993   | Providence Bruins   | AHL         | 5   | 2   | 0   | 2   | 8   | — | — | — | —  | —  |
| NHL totalt  | NHL totalt          | NHL totalt  | 14  | 2   | 0   | 2   | 4   | — | — | — | —  | —  |
| AHL totalt  | AHL totalt          | AHL totalt  | 364 | 142 | 127 | 269 | 246 | 8 | 2 | 2 | 4  | 10 |
| NCAA totalt | NCAA totalt         | NCAA totalt | 120 | 37  | 53  | 90  | 248 | — | — | — | —  | —  |